# Bad Suderode
Bad Suderode este un cartier al orașului Quedlinburg din landul Saxonia-Anhalt, Germania. Până în 2010 a fost o comună. Se află la o altitudine de 199 m deasupra nivelului mării. Are o suprafață de 8,21 km².